# Lolita Mirabent i Muntané
Maria Dolors Mirabent i Muntané, coneguda com a Lolita Mirabent (Guantánamo, Cuba, 3 d'abril de 1926 - Sitges, Garraf, 12 de maig de 2014), va ser una bibliotecària nascuda a Cuba, que va exercir la seva professió a Catalunya.

## Biografia i trajectòria professional
Filla d'un matrimoni sitgetà emigrat a Cuba, va néixer a Guantánamo el 1926, on residia la seva família. Després que el seu pare fos atacat i mort per uns delinqüents el 1935, la mare i els tres fills van retornar a Sitges el 1936. Just acabada la guerra civil, amb tretze anys, Lolita Mirabent va començar a treballar d'auxiliar de la biblioteca sitgetana, inaugurada pocs anys abans. Al mateix temps cursava el batxillerat i després va estudiar a la barcelonina Escola de Bibliotecàries on, entre d'altres, va tenir de professor el vilafranquí Pere Bohigas i Balaguer. L'any 1950 va aconseguir per oposició la plaça de bibliotecària a Sitges, i l'any 1951 esdevingué directora de la biblioteca, càrrec que va ocupar fins que es va jubilar, l'any 1991. Lolita Mirabent va començar la col·lecció local amb l'ajuda de Ramon Planes i Izabal, i va mantenir i augmentar el llegat Rusiñol i les col·leccions Utrillo i Semir, alhora que la biblioteca es convertia en l'escenari de la vida cultural sitgetana amb classes de català, conferències, etc. L'any 1983, va impulsar la creació de la segona biblioteca del poble, la Biblioteca Josep Roig i Raventós.
Mirabent va estar casada amb el capità de mercant David Jou i Andreu, fill de l'escultor Pere Jou i Francisco. Fills del matrimoni Jou-Mirabent són el poeta i professor universitari David Jou i el notari Lluís Jou. Tota la família ha mantingut una activitat directament relacionada amb la cultura local i comarcal sitgetana. Així, el 1976 van impulsar la fundació del Grup d'Estudis Sitgetans i el 1977 de l'Institut d'Estudis Penedesencs. Marit i fills són autors de diversos estudis i publicacions, una passió pels llibres inculcada per la mare. El seu germà Antoni Mirabent i Muntané va obtenir el 1974 el sitgetà premi Ploma d'Or, premi que el 1989 guanyaria també el seu fill David Jou.

## Reconeixements
- Premi Trinitat Catasús (1989) dels periodistes sitgetans
- Una de les sales de la biblioteca de Sitges en rep el nom (1995)[5]
- Premi Especial a la Nit de Premis de Sitges per l'entrega desinteressada a millorar la cultura del seu poble (2006)[9]
- Medalla d'honor de l'Institut d'Estudis Penedesencs (2009)[3]
- El febrer de 2022, l'Ajuntamen de Sitges va aprovar la proposta de incloure en el nomenclàtor dels seus carrers noms de dones i un dels proposats va ser el de M. Dolors Mirabent.[10]